# Línea de la Tercera Avenida (IRT)
La Línea de la Tercera Avenida  o la Tercera Avenida Elevada fue una línea elevada de Manhattan y el Bronx, Nueva York, abierto en partes entre 1878 y 1973. Pasó a ser propiedad de la Interborough Rapid Transit Company (IRT) y, finalmente, el metro de Nueva York.
En la década de 1930 y '40s, en el marco de la integración de las diferentes empresas de metro en la ciudad de Nueva York- la IRT junto con la Brooklyn-Manhattan Transit (BMT) y el Sistema Independiente del Metro (IND)- la Tercera Avenida Elevada y sus homólogas las líneas de la Segunda, Sexta y Novena Avenida fueron objeto de críticas por parte del alcalde de Nueva York Fiorello La Guardia y sus sucesores. Las líneas elevadas eran consideradas como plagas por ser obsoletas, dado que se estaban construyendo líneas subterráneas o estaban en fase de construirse para reemplazarlas.
La Línea de la Sexta Avenida y la línea de la Octava Avenida, efectivamente, fueron las que reemplazaron a las líneas elevada de la Sexta y Novena Avenida. Por un tiempo estuvieren operando como un pequeño servicio shuttle en Polo Grounds en la línea de la Novena Avenida, pero fue cerrada en 1940 y demolida en 1941. La Segunda Avenida Elevada también fue demolida gradualmente entre 1940 a 1942, dejando sólo la Tercera Avenida Elevada, que estaba destinada a permanecer en uso hasta que se terminara la construcción de la línea de la Segunda Avenida. Sin embargo, debido a la burocracia gubernamental y las presiones de los promotores privados, provocó que se cambiaran los planes en la Tercera Avenida, y se cerrara permanentemente la línea y sin siquiera reemplazarla, dejando a los residentes en el East Side de Manhattan con la concurrente línea de la Avenida Lexington como el único medio de transporte al este de la Quinta Avenida.
El sistema fue cerrado en secciones desde 1950 a 1973. La primera fue, la sección del South ferry cerrada en 1950, que conectaba el South Ferry con Chatham Plaza en Manhattan. La estación elevada del South ferry del Sur, funcionaba como estación de cuatro líneas de la IRT que operaban en Manhattan. Cerca se encontraba la sección del Ayuntamiento en 1953, que empezaba en Park Row, Manhattan y, después se conectaba con la sección del South ferrys en Chatham Square. El 12 de mayo de 1955, la mayor parte de la línea de Chatham Square al Oriente de la Calle 149 en el Bronx fue cerrada, poniendo fin al servicio elevado de en Manhattan. Con su eliminación ayudó a incrementar el valor de las propiedades a lo largo del East Side, y el presidente del Comité Inmobiliario de Nueva York sugirió que la Tercera Avenida se llamarse "The Bouwerie" para simbolizar la transformación.
En la década de los años 1960, el resto de los servicios fueron nombrados a solamente el Servicio 8. Por último, la parte de la línea en el Bronx de la Calle 149 Este a Gun Hill Road fue cerrada en abril de 1973.
En el Bronx, la línea fue reemplazada por la ruta de autobús Bx55 Limited que sólo hacia paradas en la ruta de la ex línea. Esta ruta de autobús fue una de las primeros en tener transferencias gratis con los puntos de transferencias del metro en las estaciones 3.ª Avenida-Calle 149 y Gun Hill Road de la línea White Plains Road. Con la introducción del autobús gratuito a las transferencias del sistema de metro, la Bx55 perdió ese estatuto especial.

## En la cultura popular
La Línea apareció en las películas de:
- La película King Kong (1933)
- El drama de Ray Milland The Lost Weekend (1945)
- El drama de cine negro The Naked City (1948)
- El musical de Frank Sinatra/Gene Kelly On the Town (1949)

Pequeño documental * Daybreak Express 1958 D.A. Pennebaker (Don't Look Back)
En la ucronía del libro Sideslip por Ted Blanco y Dave van Arnam, representaban una realidad alternativa donde la Tierra está gobernada por la extraterrestres, la Tercera Avenida Elevada aparece en la película de 1968

## Lista de estaciones
| Estación | Vías                        | Fecha de apertura    | Fecha de clausura       | Transferencias & notas |
| --- | --------------------------- | -------------------- | ----------------------- | --- |
| South Ferry | ambas                       | 26 de agosto de 1878 | 22 de diciembre de 1950 | |
| se une con la línea de la Novena Avenida IRT                                                                   |                             |                      |                         | |
| Hanover Square                                                                                                 | ambas                       | 26 de agosto de 1878 | 22 de diciembre de 1950 | |
| Calle Fulton                                                                                                   | ambas                       | 26 de agosto de 1878 | 22 de agosto de 1950    | |
| Franklin Square                                                                                                | ambas                       | 26 de agosto de 1878 | 22 de diciembre de 1950 | |
| se divide para la línea de la Segunda Avenida IRT                                                              |                             |                      |                         | |
| Chatham Square                                                                                                 | ambas                       |                      | 12 de mayo de 1955      | la estaciona original se encontraba al norte en un desnivel |
| City Hall | City Hall (vía muerta)      | 17 de marzo de 1879  | 31 de diciembre de 1953 | |
| Chatham Square                                                                                                 | City Hall (vía muerta)      |                      | 31 de diciembre de 1953 | |
| se une con el City Hall (vía muerta)                                                                           |                             |                      |                         | |
| Calle Canal | ambas                       |                      | 12 de mayo de 1955      | |
| Grand Street                                                                                                   | ambas                       |                      | 12 de mayo de 1955      | |
| Calle Houston                                                                                                  | ambas                       |                      | 12 de mayo de 1955      | |
| Novena Calle                                                                                                   | ambas                       | 26 de agosto de 1878 | 12 de mayo de 1955      | |
| Calle 14 | local                       | 26 de agosto de 1878 | 12 de mayo de 1955      | |
| Calle 18 | local                       |                      | 12 de mayo de 1955      | |
| Calle 23 | ambas                       |                      | 12 de mayo de 1955      | |
| Calle 28 | local                       | 26 de agosto de 1878 | 12 de agosto de 1955    | |
| Calle 34 | local                       | 26 de agosto de 1878 | 12 de agosto de 1955    | |
| Ferry de la Calle 34                                                                                           | Calle 34 (vía muerta)       |                      | 14 de julio de 1930     | |
| Segunda Avenida                                                                                                | Calle 34 (vía muerta)       |                      | 14 de julio de 1930     | Línea de la Segunda Avenida IRT |
| Calle 34 | Calle 34 (vía muerta)       |                      | 14 de julio de 1930     | |
| se une desde la Calle 34 (vía muerta)                                                                          |                             |                      |                         | |
| se divide desde la 42 (vía muerta)                                                                             |                             |                      |                         | |
| Calle 42 | ambas                       | 26 de agosto de 1878 | 12 de agosto de 1955    | Línea Flushing, Línea de la Avenida lexinton y el 42nd Street Shuttle en Calle 42–Grand Central |
| Calle 42 | Calle 42 (vía muerta)       |                      | 6 de diciembre de 1923  | |
| Estación Grand Central                                                                                         | Calle 42 (vía muerta)       |                      | 6 de diciembre de 1923  | |
| Calle 47 | local                       |                      | 12 de mayo de 1955      | |
| Calle 53 | local                       |                      | 12 de mayo de 1955      | |
| Calle 59 | local                       |                      | 12 de mayo de 1955      | |
| Calle 67 | local                       |                      | 12 de mayo de 1955      | |
| Calle 76 | local                       |                      | 12 de mayo de 1955      | |
| Calle 84 | local                       |                      | 12 de mayo de 1955      | |
| Calle 89 | local                       |                      | 12 de mayo de 1955      | |
| se divide para el patio de la Calle 98                                                                         |                             |                      |                         | |
| Calle 99 | local                       |                      | 12 de mayo de 1955      | |
| Calle 106 | ambas                       |                      | 12 de mayo de 1955      | |
| Calle 116 | local                       |                      | 12 de mayo de 1955      | |
| Calle 125 | ambas                       |                      | 12 de mayo de 1955      | |
| se divide para la línea de la Segunda Avenida IRT                                                              |                             |                      |                         | |
| Calle 129 | local                       |                      | 12 de mayo de 1955      | |
| se une con la línea de la Segunda Avenida IRT                                                                  |                             |                      |                         | |
| se divide para la Avenida Willis (vía muerta)                                                                  |                             |                      |                         | |
| Avenida Willis                                                                                                 | Avenida Willis (vía muerta) |                      | 14 de abril de 1924     | transferencia al Ferrocarril de Nueva York, Westchester y Boston y el Ferrocarril de New Haven y Hartford del Ramal del Río Harlem                                                                                           |
| Calle 133 | ambas                       |                      | 12 de mayo de 1955      | transferencia al ferrocarril de Nueva York, Westchester y Boston (15 de abril de 1924 al 31 de diciembre de 1937) y la línea del Río Harlem del ferrocarril de Nueva York, New Haven y Hartford (15 de abril de 1924 a 1931) |
| Calle 138 | ambas                       |                      | 12 de mayo de 1955      | |
| Calle 143 | ambas                       |                      | 12 de mayo de 1955      | |
| se divide para la línea White Plains Road de las vías expresas (también llamado como el Bergen Avenue By-pass) |                             |                      |                         | |
| Calle 149 | ambas                       |                      | 28 de abril de 1973     | Línea White Plains Road |
| se divide para la Línea White Plains Road de las vías locales                                                  |                             |                      |                         | |
| Calle 156 | ambas                       |                      | 28 de abril de 1973     | |
| Calle 161 | local                       |                      | 28 de abril de 1973     | |
| Calle 166 | local                       |                      | 28 de abril de 1973     | |
| Calle 169 | local                       |                      | 28 de abril de 1973     | |
| Claremont Parkway                                                                                              | local                       |                      | 28 de abril de 1973     | originalmente como la Avenida Wendover |
| Calle 174 | local                       |                      | 28 de abril de 1973     | |
| Avenida Tremont Este                                                                                           | ambas                       |                      | 28 de abril de 1973     | originalmente como la Calle 177, despumes la Avenida Tremont–Calle 177 |
| se divide para el patio de la Calle 179                                                                        |                             |                      |                         | |
| Calle 180 | local                       |                      | 28 de abril de 1973     | no era parte de la construcción original |
| Calle 183 | local                       |                      | 28 de abril de 1973     | |
| Fordham Road                                                                                                   | ambas                       |                      | 28 de abril de 1973     | transferencia a la Línea Harlmen del Ferrocarril Central de Nueva York, originalmente como la Avenida Pelham |
| se divide para el Bronx Park (vía muerta)                                                                      |                             |                      |                         | |
| Bronx Park | Bronx Park (vía muerta)     |                      |                         | |
| Calle 200 | local                       | 4 de octubre de 1920 | 28 de abril de 1973     | |
| Calle 204 | local                       | 4 de octubre de 1920 | 28 de abril de 1973     | |
| Calle 210 | local                       |                      | 28 de abril de 1973     | originalmente el Puente Williams –Calle 210 |
| Gun Hill Road                                                                                                  | ambas                       |                      | 28 de abril de 1973     | Línea White Plains Road |
| se une con la Línea White Plains Road                                                                          |                             |                      |                         | |

## Libros
- Stelter, Lawrence, and Lother Stelter. (1995). By the El: Third Avenue and Its El at Mid-Century. Flushing, NY: H&M Productions. ISBN 1-882608-12-7.